# 約翰 (使徒)

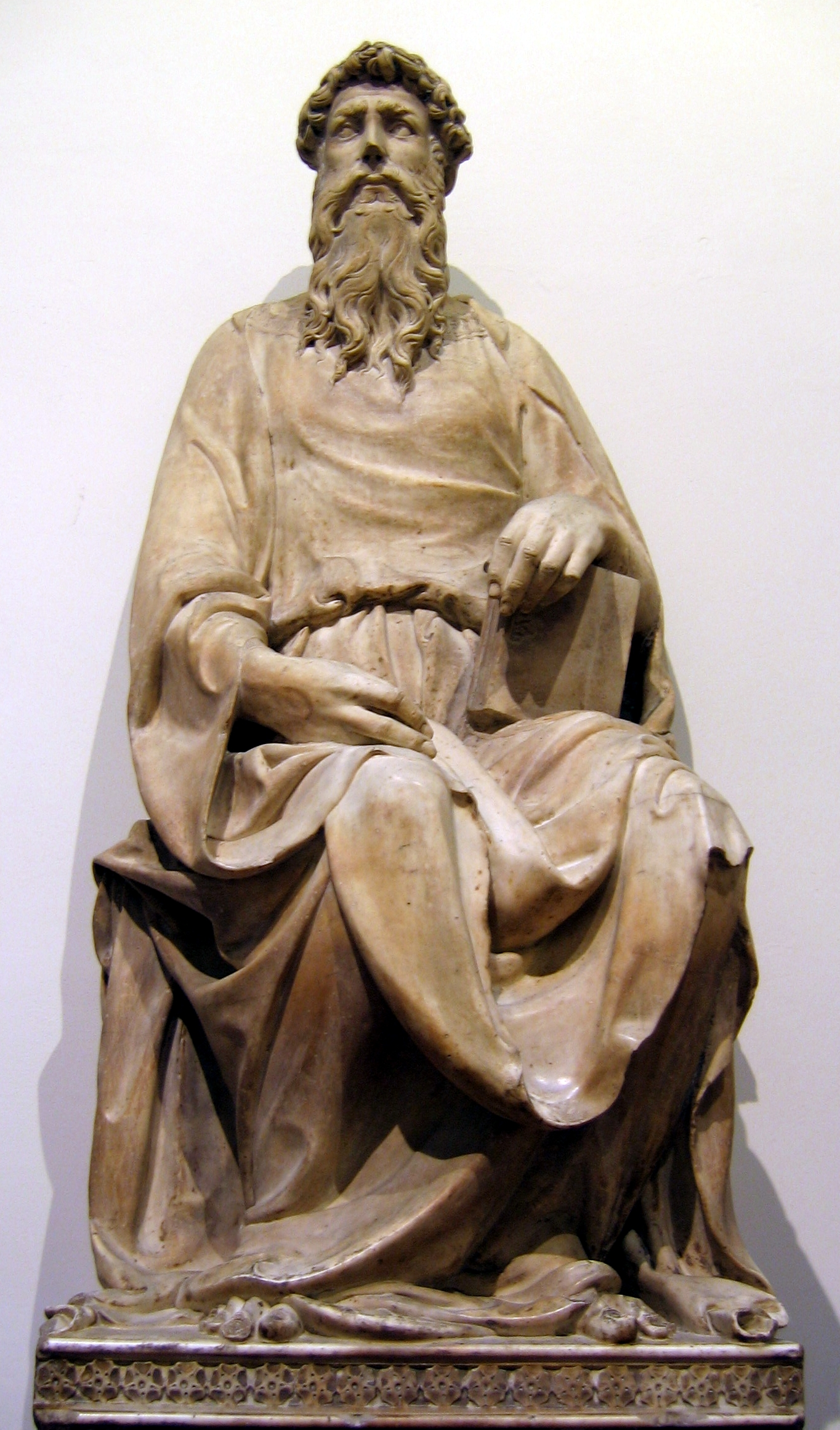
圣约翰雕像

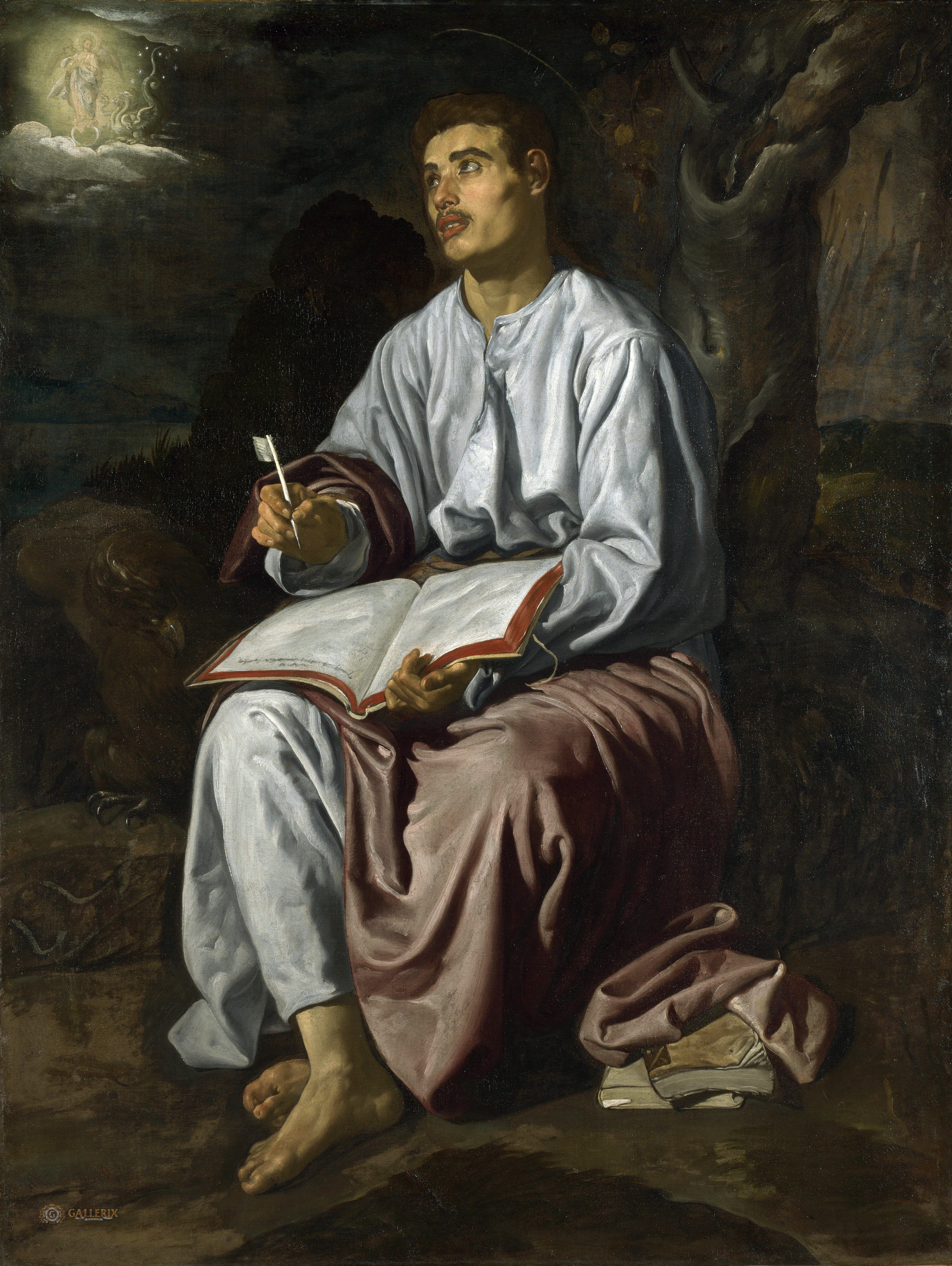
圣约翰画像

约翰，天主教漢譯若望，東正教漢譯約安，唐朝景教譯作瑜罕難法王，耶稣十二门徒之一。传统上认为，约翰是《新约》中《约翰福音》、三封书信和《启示录》的执笔者，被认为是耶稣所爱的门徒。在天主教和东正教都公认他为圣人，其圣日为12月27日。
傳統上，使徒約翰被認為是《約翰福音》的作者，許多基督教派也認為他是其他幾本《新約聖經》的作者（約翰三書和《啟示錄》與《約翰福音》一起被稱為《约翰文书》），這取決於他是否有別於或與福音書作者約翰、長老約翰和拔摩的約翰相提並論。
雖然約翰福音作品的作者傳統上都是使徒約翰，但只有少數當代學者相信福音書是他寫的，大多數當代學者的結論是他都沒有寫。無論使徒約翰是否寫了約翰福音中的任何一部作品，大多數學者都同意這三部書信是由同一位作者所寫，而且書信的作者與啟示錄的作者並不相同，不過學者之間對於書信的作者是否與福音的作者不同，則普遍有不同的看法。

## 概说
约翰的希伯来语意思是「耶和华是仁慈的」，是常见的希伯來語名字。
传统上的说法认为，他是另一个使徒，西庇太的儿子雅各的兄弟，父亲是西庇太，母亲是撒罗米。

## 生平
- 蒙召成为使徒──根据《圣经》记载，约翰与兄弟雅各和彼得在经历耶稣的神迹获得大量鱼获后（路加福音5:1-11），决心放下一切而应主的呼召，一生跟随耶稣。

- 转变个性

- - 本与哥哥雅各同是性情冲动的「半尼奇」（雷電的孩子）。（马可福音3:17）
  - 曾看见别人奉耶稣的名赶鬼，就禁止这人。 （马可福音9:38）
  - 他的母亲代为两兄弟向耶稣求地位。 （马太福音20:20-21）
  - 从后来约翰的表现和书信中经常强调爱的教训，并吩咐信徒永记“彼此相爱”的命令。（约翰一书2：7-8）可见他在所受的教导下出现相当大的转变。当约翰在福音书叙述自己时，总不提自己的名字，只称为“主所爱的门徒”（约翰福音13:23；21:20），有人以此为约翰着重「爱」的教导的表现。

- 受耶稣的重托──在耶穌受刑之时，受託奉养耶稣的母亲瑪麗亞。就在那天，把马利亚接到自己家中去。（约翰福音19:25-27）

- 遭受逼迫──根据特土良的说法，约翰曾因传道而遭受严酷的逼迫，晚年更被流放拔摩岛。

- 收有三位代表性弟子传承遗绪：

- 1. 坡旅甲：（Polycarpus，69年–156年）
  2. 伊納爵：（Saint Ignatius of Antioch，也称作Theophorus，即「神的使役」，67年–110年）
  3. 帕皮亚：（Saint Papias，70年–155年）

## 约翰的工作
- 四处传道──公元33年五旬节圣灵降临之后，约翰与其他使徒均热切传扬耶稣的救恩。《圣经》记载，约翰常与彼得一起工作，曾在圣殿门前行神迹（使徒行传3章:1-10）；在犹太公议会面前勇敢作见证（徒4:13）；到撒玛利亚传道。 （使徒行传8:14）
- 得蒙启示──约翰热衷上帝的道理，得蒙启示编写耶稣的生平──约翰福音。约翰得蒙启示写下约翰一书、约翰二书和约翰三书，勉励信徒在生活上表现彼此相爱的精神，过圣洁的生活；在信仰上，勉励信徒要战胜异端的诱惑和破坏。当他被放逐至拔摩岛时，耶稣把末后之事启示他，让他一一记录下来，写成《启示录》。

## 弟子
- 坡旅甲
- 伊那爵
- 帕皮亚

## 腳註
1. ↑  Saint Sophronius of Jerusalem, , , House Springs, Missouri, United States: Chrysostom Press: 2–3, 2007 [c. 600], ISBN 978-1-889814-09-4
2. ↑  Harris, Stephen L.  2nd. Palo Alto: Mayfield. 1985: 355. ISBN 978-0-87484-696-6. Although ancient traditions attributed to the Apostle John the Fourth Gospel, the Book of Revelation, and the three Epistles of John, modern scholars believe that he wrote none of them.
3. ↑  Lindars, Edwards & Court 2000，第41頁.
4. ↑  Harris, Stephen L.  2nd. Palo Alto: Mayfield. 1985: 355. ISBN 978-0-87484-696-6. Although ancient traditions attributed to the Apostle John the Fourth Gospel, the Book of Revelation, and the three Epistles of John, modern scholars believe that he wrote none of them.
5. ↑  Kelly, Joseph F. . Liturgical Press. 1 October 2012: 115. ISBN 978-0-8146-5999-1.
6. ↑  Harris, Stephen L. . Mayfield Publishing Company. 1980: 296  [26 January 2022]. ISBN 978-0-87484-472-6.
7. ↑  Kruger, Michael J. . Crossway. 30 April 2012: 272. ISBN 9781433530814.
8. ↑  Brown, Raymond E. . Liturgical Press. 1988: 105. ISBN 9780814612835.
9. ↑  Marshall, I. Howard. . Wm. B. Eerdmans. 14 July 1978. ISBN 9781467422321.